# Image & Form
Image & Form International Aktiebolag ist ein schwedischer Videospielentwickler mit Sitz in Göteborg. Das 1997 von Brjánn Sigurgeirsson gegründete Unternehmen begann mit der Entwicklung von Lernsoftware und wechselte 2009 zu Videospielen. Image & Form ist vor allem bekannt für seine SteamWorld-Serie, die im April 2019 mit SteamWorld Quest: Hand of Gilgamech ihre neueste Veröffentlichung hatte.
Am 25. Januar 2018 gab Image & Form bekannt, dass sie zusammen mit Zoink, einem weiteren Göteborger Studio, eine neue Muttergesellschaft namens Thunderful und eine neue Schwesterfirma namens Thunderful Publishing gegründet hat, die den Studios bei der Veröffentlichung von Aufgaben helfen und auch nach Drittanbieter-Spielen anderer Entwickler suchen wird. Image & Form ist nach wie vor ein eigenständiges Unternehmen und wird die Entwicklung eigener Spiele in der SteamWorld-Franchise fortsetzen.

## Spiele
| Jahr | Titel                               | Plattformen                                                                       | Genre                                            |
| ---- | ----------------------------------- | --------------------------------------------------------------------------------- | ------------------------------------------------ |
| 2010 | SteamWorld Tower Defense            | Nintendo DSi                                                                      | Echtzeit-Strategiespiel, Tower Defense           |
| 2011 | Anthill                             | Android, iOS                                                                      | Echtzeit-Strategiespiel, Tower Defense           |
| 2013 | SteamWorld Dig                      | Linux, macOS, Microsoft Windows, Nintendo 3DS                                     | Jump ’n’ Run, Action-Adventure                   |
| 2014 | SteamWorld Dig                      | PlayStation 4, PlayStation Vita, Wii U                                            | Jump ’n’ Run, Action-Adventure                   |
| 2015 | SteamWorld Dig                      | Xbox One                                                                          | Jump ’n’ Run, Action-Adventure                   |
| 2015 | SteamWorld Heist                    | Nintendo 3DS                                                                      | Rundenbasiertes Strategiespiel, Action-Adventure |
| 2016 | SteamWorld Heist                    | iOS, Linux, macOS, Microsoft Windows, PlayStation 4, PlayStation Vita, Wii U      | Rundenbasiertes Strategiespiel, Action-Adventure |
| 2017 | SteamWorld Heist                    | Nintendo Switch                                                                   | Rundenbasiertes Strategiespiel, Action-Adventure |
| 2017 | SteamWorld Dig 2                    | Linux, macOS, Microsoft Windows, Nintendo Switch, PlayStation 4, PlayStation Vita | Jump ’n’ Run, Action-Adventure                   |
| 2018 | SteamWorld Dig 2                    | Nintendo 3DS                                                                      | Jump ’n’ Run, Action-Adventure                   |
| 2018 | SteamWorld Dig                      | Nintendo Switch                                                                   | Jump ’n’ Run, Action-Adventure                   |
| 2019 | SteamWorld Quest: Hand of Gilgamech | Nintendo Switch                                                                   | Rollenspiel, Kartenspiel                         |